# Historias de RNE
Historias fue un programa radiofónico del género del radioteatro, escrito, dirigido y presentado por el escritor y locutor Juan José Plans, y emitido entre enero de 1997 y septiembre de 2003 en Radio 1 (actual Radio Nacional) de Radio Nacional de España (RNE), en el que se emitían dramatizaciones radiofónicas de obras literarias de los géneros de terror, aventuras, suspense y ciencia ficción, aunque en ocasiones tenían cabida otros géneros. Sucedió al programa Sobrenatural del mismo presentador y emisora y de género similar en sus últimas etapas. Puede ser considerado como la versión radiofónica del televisivo Historias para no dormir de Narciso Ibáñez Serrador, aunque careciendo de la introducción cómica del mencionado espacio. Es el último programa de radioteatro de emisión regular nacional en España.

## Estructura del programa
Historias era un programa de aproximadamente 55 minutos de duración, grabado en el teatro 1 de la Casa de la Radio en Prado del Rey (Madrid), y que se emitía sin ningún tipo de corte publicitario de 1:05 a 2:00 de la madrugada del Domingo al Lunes (o de 2:05 a 3:00 de la madrugada del Sábado al Domingo los últimos programas), aunque la duración exacta del programa variaba en función de la duración del informativo de RNE, que a veces podía provocar el corte de la emisión antes del final de los títulos de crédito.
La emisión comenzaba con un locutor que decía la frase Radio 1 de Radio Nacional de España presenta... y comenzaba la sintonía, siempre con el mismo locutor que decía el mismo texto. Tras nombrar el título del programa, decía las frases: Historias de terror, de aventuras, de suspense, de ciencia-ficción... Un programa escrito y dirigido por Juan José Plans. En la parte final de la sintonía, el propio Plans decía Esta noche... y el título del capítulo.
Tras la sintonía, comenzaba una introducción de Juan José Plans acerca del relato que iba a emitirse a continuación. Tales relatos podían contarse en un solo programa, bien un solo relato de duración completa, o bien dos o más relatos cortos en un mismo programa, o la fórmula más usual, la de dividir un relato de larga duración en dos o más partes emitidas en semanas consecutivas.
Normalmente, el programa se acompañaba de una introducción histórica acerca del género del relato que se iba a escuchar y del autor del mismo, así como comentario de las versiones cinematográficas si las había. Tal introducción se emitía al principio de la primera parte (en caso de historia en varias partes), antes de comenzar la dramatización, y en ocasiones la última parte se completaba tras el final de la dramatización con más datos culturales acerca de la obra. En caso de historias multiparte, al principio de cada uno de los programas, tras la introducción de Plans, se hacía un breve resumen de lo ocurrido en semanas anteriores.
El programa finalizaba con la despedida de Juan José Plans, a la que seguía, con la misma sintonía de cierre todas las semanas, la voz de un locutor que comenzaba con la frase Han escuchado ustedes, dentro del programa "Historias"... y que seguía con el título del capítulo, tras el cual se nombraba a todos los intérpretes que habían intervenido en aquella entrega, y a los encargados de los efectos especiales, realización técnica y dirección, esta última siempre a cargo de Juan José Plans.

## Intérpretes y técnicos
La dramatización se realizaba con ambientación musical y sonora que corría a cargo de Joaquín Ubeda, Armando Multedo, Adolfo Abarca y Manuel Álvarez.
El cuadro de intérpretes del programa estaba conformado por actores de doblaje, locutores radiofónicos y el propio Plans, aunque había un equipo más o menos estable que no solía fallar semana tras semana, que estaba compuesto, además, como decimos, del propio Juan José Plans, por Roberto Cruz, Luis Alonso Carrasco, José Antonio Ramírez y Lourdes Guerras, siendo esta la única mujer "fija" en el equipo.
Tras la jubilación de Roberto Cruz en 2002, fue sustituido por Javier Lostalé, y en las primeras etapas también era habitual Federico Volpini, aunque según avanzaron las etapas su presencia fue disminuyendo, coincidiendo con su nombramiento como director de Radio 3 en 2000. Pilar Socorro fue otra actriz habitual en las primeras etapas, aunque después abandonó el programa para lanzarse como presentadora en TVE y RNE. Entre los actores que trabajaron con mayor o menor frecuencia, se encuentran Pepa Terrón, Natalia García, Blanca Gala, Maribel Sánchez de Haro, José Luis García, y cientos de voces más.

## Historia deHistorias

### El preludio deSobrenatural
Entre 1994 y 1996, Juan José Plans presentó en Radio Nacional de España un programa radiofónico en el que se trataban temas de misterio titulado "Sobrenatural". Poco a poco el género fue variando hasta que en 1995 se convirtió en el embrión de lo que después sería Historias, adaptando radiofónicamente en una macro-producción de veintiséis capítulos de duración emitidos durante seis meses, entre marzo y octubre de 1995, la historia Frankenstein o el moderno Prometeo de Mary Shelley. Aquella historia estuvo protagonizada por Roberto Cruz como Victor Frankenstein, Pilar Socorro como Elizabeth y Juan José Plans como el monstruo, actores todos ellos que también aparecerían en Historias, y seguía una estructura similar, si no idéntica, a la que Historias seguiría años después, acompañándolo de apuntes culturales sobre la autora, la obra y la época.

### Primera etapa (enero-septiembre de 1997)
En 1996 concluyó el programa "Sobrenatural", y unos meses después, el 27 de enero de 1997 (madrugada del lunes, a la 1:00), se emitió el primer programa de Historias, también llamado con el título de Historias y relatos en cuñas promocionales y en la parrilla de programación de la web de RNE, aunque este título jamás se usó en la emisión. Además del título, la principal diferencia con su predecesor es que "Sobrenatural" estaba limitado al género de terror y suspense, mientras que "Historias" se abría también a los géneros de aventuras y ciencia ficción. La primera historia que se emitió fue Otra vuelta de tuerca, de Henry James, un relato dividido en seis partes protagonizado por Lourdes Guerras como la institutriz y Natalia García como la Sra. Grose, siendo acompañados por Blanca Gala y Maribel Sánchez de Haro como Flora y Miles.
El relato que le siguió fue El hombre invisible de H. G. Wells, historia dividida en siete capítulos emitidos entre marzo y abril de 1997. La siguiente historia importante en aquella primera etapa (teniendo en cuenta que las etapas en los programas radiofónicos comienzan y terminan en septiembre de cada año, la primera etapa iría entre enero y septiembre de 1997) fue Carmilla de Joseph Sheridan Le Fanu, emitida entre mayo y julio de 1997, en siete partes, protagonizada por Pepa Terrón como Laura, Lourdes Guerras como Carmilla, Luis Alonso Carrasco como el padre de Laura, Natalia García como Madame Perrodon y Federico Volpini como el general Spieldorf.
En agosto y septiembre de 1997 se emitieron La gata negra de Bram Stoker y El discípulo de Drácula. Esta última historia, junto con El faro del mal, otra de las historias que se emitieron en Sobrenatural, protagonizada por Pepa Terrón y Roberto Cruz, que después se repondría dentro de Historias, cuentan con el honor de ser las únicas editadas comercialmente en formato casete por Radio Nacional de España. Había que solicitarlas a la emisora y costaban 2.000 pesetas (12 euros). Esto iba a ser el inicio de una colección con los distintos relatos de Historias, tal y como se anunció pocos meses después, ya en la segunda etapa, durante el ciclo dedicado a Bram Stoker. Sin embargo, finalmente sólo se lanzaron estos dos títulos.

### Segunda etapa (1997-1998)
En la segunda etapa, se realizó un ciclo dedicado a Bram Stoker, conmemorando el 150 aniversario de su nacimiento y el centenario de la publicación de su conocida Drácula. Este ciclo se compuso de un especial en el que Roberto Cruz nos contó en clave de humor la película del conde que en 1931 dirigiera Tod Browning y protagonizara Bela Lugosi. Tras ello, el ciclo continuó con un especial en tres partes describiendo todas las películas de Drácula hechas hasta entonces, citando sobre todo las dos versiones de Nosferatu, y los Dráculas de Bela Lugosi, Christopher Lee y el dirigido por Francis Ford Coppola en 1992.
Tras este especial, completaría el ciclo dedicado a Stoker la adaptación radiofónica de la última novela escrita por el autor irlandés, La madriguera del gusano blanco, que se emitió en diez capítulos emitidos entre septiembre y diciembre de 1997. Fue protagonizada por Roberto Cruz como Adam Shalton, Pilar Socorro como Mimi Whatford, José Luis García como Edgard Casswall y Natalia García como Arabella March (si bien en la última parte Natalia fue reemplazada por otra actriz para el personaje). Luis Alonso Carrasco interpretó tres personajes diferentes, Richard Shalton, Oolanga (en su primera aparición) y el sirviente anciano de los Casswall. La aparición de un mismo actor interpretando varios personajes en una misma historia no era nada raro, especialmente con Lourdes Guerras que era la única mujer fija en el equipo, y por lo tanto era común que le tocara interpretar varios papeles femeninos. Esta historia, ya sin incluir el prólogo anterior, constituye por sí misma una de las que más emisiones del programa ocupó. Teniendo en cuenta que todo se emitió como un único ciclo, tenemos un bloque de 16 entregas, el más extenso de toda la historia del programa.
En la primera Navidad de Historias se instauró una tradición que duraría hasta 1999, la de representar un cuento infantil para celebrar las fiestas navideñas. El primero de ellos fue Cenicienta, el 5 de enero de 1998. Y otra tradición fue la de celebrar el aniversario del programa cuando se aproximara el 27 de enero de cada año. La celebración tradicional fue la de realizar un programa que se representaría en directo, con público, desde el Teatro Jovellanos de Gijón, y después se emitiría la grabación de tal representación. La historia que celebró el primer aniversario del programa fue La momia o el despertar de la bestia, escrita por el propio Juan José Plans, que fue emitida en dos partes.
Tras esta dramatización, se emitió un ciclo con relatos de Edgar Allan Poe, en el que se pudo escuchar La caída de la casa Usher, El gato negro, La verdad sobre el caso del Sr Valdemar, Lailla (Ligeia) y El pozo y el péndulo. En el programa de Ligeia, Juan José Plans realizó una petición que revolucionaría el programa en etapas posteriores, la de pedir a los propios oyentes que escribieran finales alternativos a tal historia de Poe y que los enviaran a la emisora para emitir adaptaciones radiofónicas de los mejores. La respuesta dio para emitir tres programas, aunque antes de la emisión de los mismos se realizó la emisión de otro ciclo dedicado esta vez a Ambrose Bierce con títulos como La noche de la pantera, Un habitante de Carcosa o El dedo corazón del pie derecho entre otros.
El verano se dedicó a un nuevo ciclo, esta vez dedicado al tema de los vampiros, en el que se emitieron No desperteis a los muertos de Johan Ludwig Tieck, El vampiro de John William Polidori, El viyi de Gogol y La muerta enamorada de Théophile Gautier. Era la segunda vez, tras Carmilla el año anterior, que el verano se dedicaba a la temática vampírica.

### Tercera etapa (1998-1999)
La tercera etapa comenzó con la emisión en siete partes de una historia escrita por el propio Juan José Plans titulada El Cuélebre, un relato de terror ambientado en Gijón. En noviembre y diciembre se realizó un ciclo dedicado a las Leyendas de Gustavo Adolfo Bécquer en el que se emitieron algunas de las mismas, La cruz del diablo, El monte de las ánimas, La cueva de la mora, Ojos verdes, El miserere y La corza blanca.
Con la Navidad se emitió el segundo cuento infantil, en esta ocasión fue Blancanieves y se emitió el 4 de enero de 1999. En los primeros meses de 1999, previa convocatoria tras el éxito de las continuaciones de Lailla, se realizó un primer ciclo con historias escritas por los oyentes. En marzo, para celebrar el 150 aniversario de la muerte de Poe, se emitió el segundo ciclo dedicado a este escritor en el que, junto a una biografía del escritor norteamericano, se emitieron relatos que no entraron en el primero como El corazón delator, Silencio, Berenice, La máscara de la muerte roja o El barril de amontillado. Entre varios relatos cortos, se incluyó en los meses posteriores la emisión del relato Qué era aquello, el 3 y el 10 de mayo de 1999. Este relato conocería dos reposiciones en etapas posteriores.
Y en el mes de julio de 1999 se incluyó una de las historias más reconocidas por los seguidores del programa, de la que fue autor el propio Juan José Plans, El juego de los niños, protagonizada por Roberto Cruz en el papel de Malco y Pilar Socorro en el papel de Nona, una pareja de turistas que llega a una isla en la que los niños se han convertido en seres que siembran la muerte bajo la influencia de un extraño polen amarillo. La historia El juego de los niños de Plans había servido dos décadas antes a Narciso Ibáñez Serrador de base para el rodaje de su segunda película, ¿Quién puede matar a un niño? (1976). La etapa se concluyó con una reposición de Carmilla, emitida en la primera etapa. Aunque fuera con una reposición, de nuevo había presencia vampírica para el verano, aunque sería la última vez.

### Cuarta etapa (1999-2000)
El relato más importante de los primeros meses de la cuarta etapa fue Los misterios del castillo también de Juan José Plans, protagonizado por Roberto Cruz, Pepa Terrón, Lourdes Guerras, José Antonio Ramírez, Luis Alonso Carrasco y Pilar Socorro, esta última en una de sus últimas intervenciones en el programa. La celebración del aniversario de Poe concluyó con una nueva dramatización de La verdad sobre el caso del Señor Valdemar, esta vez representada con público desde el Teatro Jovellanos de Gijón, y acompañada del poema El cuervo. La emisión de esta representación se realizó en tres partes. En las Navidades se emitió por última vez un cuento infantil de producción nueva para festejar las fiestas. En esta ocasión fue La Bella y la Bestia, con Pepa Terrón como Bella, Roberto Cruz como la Bestia y Federico Volpini como el padre de Bella, y se emitió en dos partes. Antes de la primera parte, además, se incluyó el cuento corto Riquete, el del copete.
El año 2000 comenzó con la emisión de un ciclo titulado Milenio 2000 dedicado a relatos de ciencia ficción, dentro del cual se incluyó el relato La noche de las estrellas fugaces, que meses después representó a Radio Nacional de España en el Grand Prix Internacional de la Radio de la Universidad Internacional de Radio y Televisión celebrado en Budapest. Tras este ciclo se emitió otro ciclo, esta vez dedicado a Robert Louis Stevenson, de nueve programas de duración en el que se emitió Los ladrones de cuerpos (tres capítulos) y Olalla (dos capítulos de prólogo y cuatro de relato).
El 10 de abril de 2000 se emitió un programa especial de Historias titulado Historias Magazine, con el cual se inició la tradición durante tres años, de una vez por cada estación hacer una "revista radiofónica" con cartas y relatos de los oyentes. Estaba diseñado para ser grabado por los oyentes en una cinta y clasificado por número y año, como una revista normal en papel. La idea original era lanzar una revista en los kioscos en homenaje a Poe, pero no hubo presupuesto y la "revista audio" fue el proyecto que finalmente vio la luz. Hubo cinco entregas más de Historias Magazine entre 2000 y 2002.
Poco después se realizaría el segundo y último ciclo con relatos de los oyentes, tras el cual, en el verano de 2000 se emitió la adaptación de Viaje al centro de la Tierra, de Julio Verne, en 7 partes, con Juan José Plans como el tío Liddenbrock, Roberto Cruz como Axel, José Antonio Ramírez como Hans y Lourdes Guerras como Graüben. La temporada se cerró con una reposición de La madriguera del gusano blanco que se emitió en 11 partes en lugar de las 10 del original, ya que la séptima tuvo que emitirse en dos trozos debido a que la información de los Juegos Olímpicos de Sídney 2000 recortó la duración del programa a 40 minutos. El segundo trozo de la séptima parte, al tener sólo 15 minutos de duración se completó con una reposición de La noche de las estrellas fugaces.

### Quinta etapa (2000-2001)
La quinta etapa se inició con la emisión de los relatos El extraño caso del Dr. Jekyll y Mr. Hyde de R. L. Stevenson (en cinco partes) y El retrato de Dorian Gray de Oscar Wilde (en tres partes). La Navidad se dedicó a la reposición de los cuentos emitidos en las dos primeras etapas, Cenicienta y Blancanieves, y 2001 comenzó con el relato El Horla de Guy de Maupassant.
En 2001 comenzó la práctica de reponer recurrentemente historias de etapas precedentes, intercalando historias nuevas entre las repetidas. Las historias nuevas más importantes fueron Mal de luna de Juan José Plans, en cinco partes, y El cadáver.

### Sexta etapa (2001-2002)
El año en Spildbert fue el primer relato nuevo de la sexta etapa. Los más importantes de la etapa fueron La sombra, El estudiante de Salamanca (relato en tres partes que, sin contar el poema El cuervo de Poe, es el único relato íntegramente en verso emitido por el programa), y La leyenda de Tsobu. Este último, emitido en Nochebuena, Nochevieja y Año Nuevo, rompió definitivamente la tradición de relatos infantiles para esta época.
La celebración del quinto aniversario del programa se hizo con la reposición de la primera historia que se realizó en el mismo, Otra vuelta de tuerca, a la que siguió un programa de relatos cortos de Plans titulado Otras vueltas de tuerca grabado una vez más en el Teatro Jovellanos de Gijón, emitido en dos partes, y que supuso una de las últimas apariciones de Roberto Cruz en el programa, y a la vez una de las primeras del que fue su sustituto, Javier Lostalé. Tras esta retransmisión se emitió la adaptación de Narración de Arthur Gordon Pym de Edgard Allan Poe, su única novela, dividida en seis partes. El verano se dedicó a una nueva reposición, esta vez de El hombre invisible, de la primera etapa.

### Séptima etapa (2002-2003)
En esta etapa cambió el horario de emisión de Historias, de la 1:00 de la madrugada del Domingo al Lunes, a las 2:00 de la madrugada del Sábado al Domingo. Tras nuevas reposiciones en septiembre, en octubre se emitió un ciclo dedicado a la literatura de misterio hispanoamericana, con relatos de Rubén Darío y Emilia Pardo Bazán. De esta última se emitió el relato policíaco La gota de sangre. Otra historia importante de nueva producción en los últimos meses de 2002 fue El hacha de oro de Gastón Leroux.
El año 2003 se inició con la emisión de Los embrujadores y lo embrujado de Bulwer Lyton, a la que siguió El hombre de la arena de E.T.A. Hoffmann, con José Antonio Ramírez como Natanael, Javier Lostalé como Lotario, Lourdes Guerras con cuatro papeles distintos (la madre de Natanael, la vieja nodriza, Clara y Olimpia; la diferencia entre estos personajes la obligó a deformar su voz para cada caso), Juan José Plans como el hombre de la arena y Luis Alonso Carrasco como el padre de Natanael. A este le siguió La casa vacía, también de E.T.A. Hoffmann.
Otras historias importantes de 2003 fueron El clavo de Pedro Antonio de Alarcón y Lázaro de Leonid Andréyev. Pocos meses después se escucharían las últimas historias de producción nueva emitidas por el programa, El pájaro verde, de Juan Valera, El alma de Laploska de Saki, y Las desnudadas de Emilia Pardo Bazán, siendo estos dos últimos relatos cortos emitidos en el mismo programa de la segunda parte de El pájaro verde, el 6 de julio de 2003, fecha de la última emisión no repetida de Historias.
Tras esto, el resto de emisiones de Historias fueron reposiciones. Las dos historias que se repusieron fueron Viaje al centro de la Tierra y ¿Qué era aquello? siendo esta última la que, el 7 de septiembre de 2003, constituyó la última emisión de este programa. El equipo tenía pensado continuar en la etapa 2003-2004, pero la dirección de RNE, alegando que el ciclo de Historias había concluido, suprimió sin previo aviso el programa, que concluyó con una audiencia media de 200.000 oyentes según el EGM.